# Mistrzostwa Afryki w Wielobojach Lekkoatletycznych 2005
Mistrzostwa Afryki w wielobojach lekkoatletycznych 2005 – zawody lekkoatletyczne rozegrane 21 i 22 maja w stolicy Tunezji – Tunisie.
Srebrna medalistka w rywalizacji kobiet – Sudanka Mona Jabir Ahmed ustanowiła wynikiem 4919 punktów rekord kraju w siedmioboju.

## Rezultaty

### Mężczyźni
| Konkurencja:  | 1. miejsce         | Rezultat  | 2. miejsce | Rezultat  | 3. miejsce   | Rezultat  |
| Dziesięciobój | Francois Potgieter | 7168 pkt. | Anis Riahi | 7140 pkt. | Jannie Botha | 7004 pkt. |

### Kobiety
| Konkurencja: | 1. miejsce      | Rezultat  | 2. miejsce       | Rezultat  | 3. miejsce    | Rezultat  |
| Siedmiobój   | Sarah Bouaoudia | 5492 pkt. | Mona Jabir Ahmed | 4919 pkt. | Aida Chaabane | 4747 pkt. |